# Schenker AG

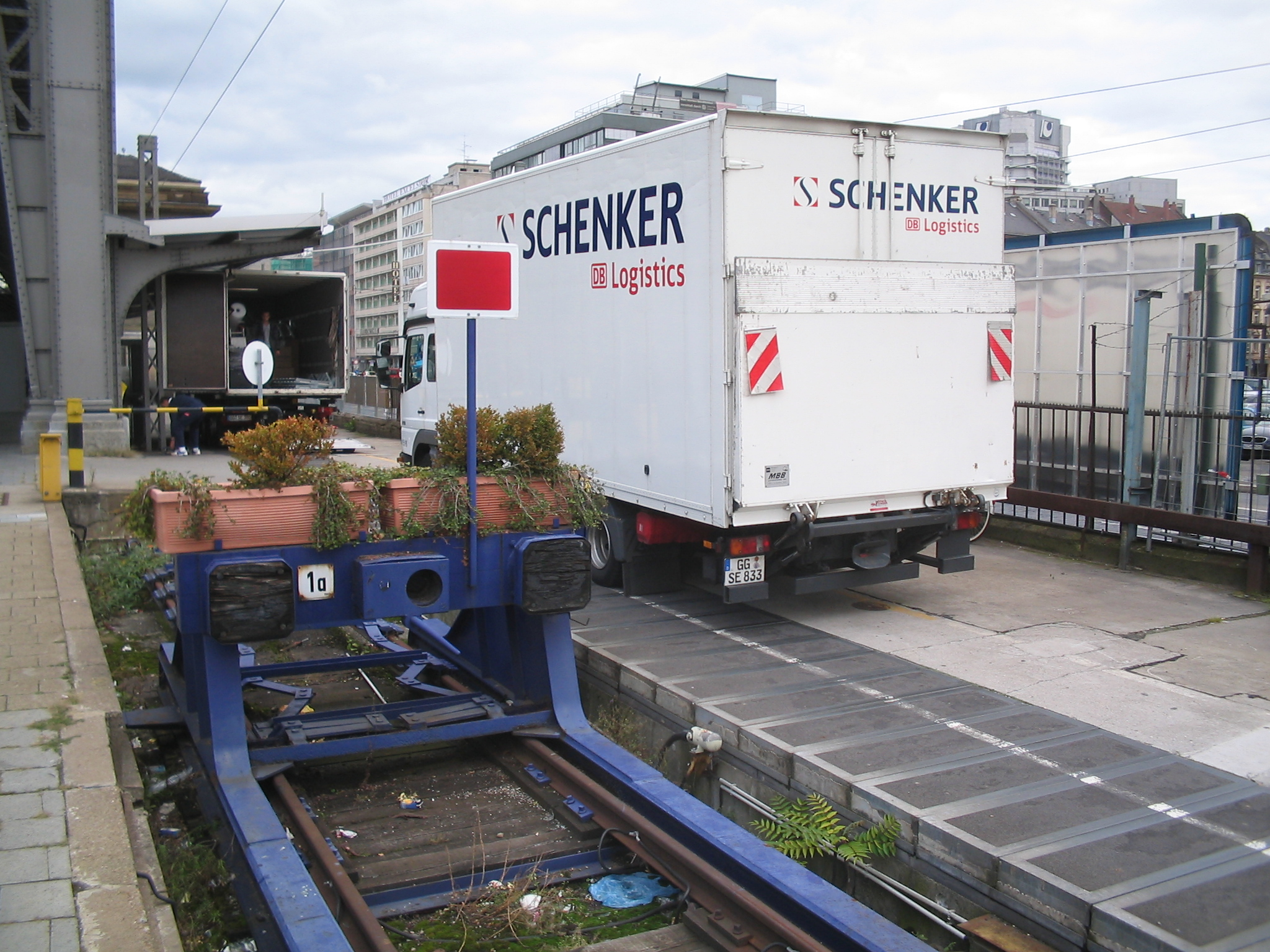
Schenkerlastbil vid järnvägsspår

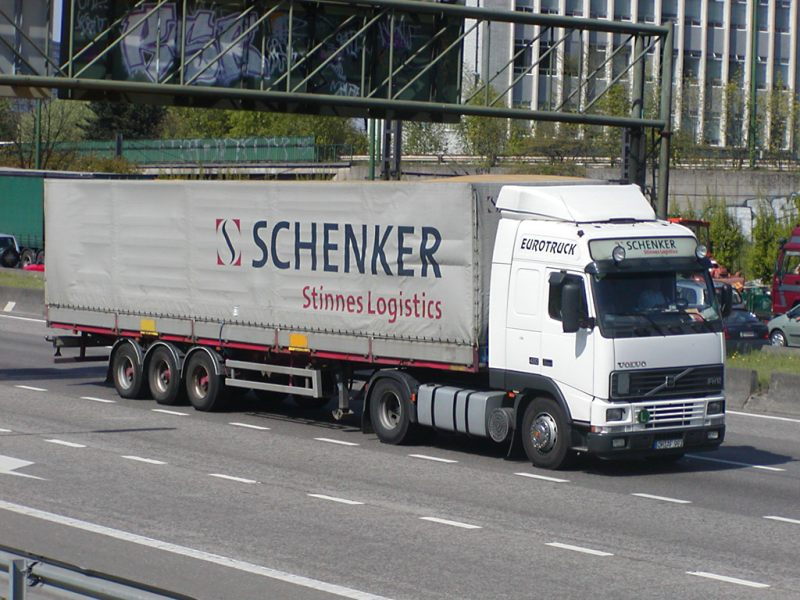
Schenkerlastbil på väg

Schenker AG (DB Schenker) är ett tyskt speditions- och logistikföretag, som är verksamt över hela världen. Schenkers verksamhet innefattar transport till land, sjöss och i luften och logistik kopplat till denna verksamhet. Schenker var ett helägt dotterbolag till Deutsche Bahn, men är sedan den 30 april 2025 ett dotterbolag till den danska transport- och logistikkoncernen DSV. Företaget grundades år 1872 av Gottfried Schenker i Wien.
DB Schenker har drygt 76 100 medarbetare och finns på 1 850 platser i världen (2021). Bolaget omsätter 23,443 miljarder euro (2021). DB Schenker är störst i Europa vad gäller landstransporter, femte störst i världen rörande sjöfrakt och kontraktslogistik, samt fjärde störst i världen inom flygfrakt.
Den 13 september 2024 undertecknades ett avtal om försäljning av DB Schenker till den danska transport- och logistikkoncernen DSV mellan Deutsche Bahn och DSV. Försäljningen uppgick till ett företagsvärde på 14,3 miljarder EUR och affären beräknades slutföras under år 2025, efter nödvändiga godkännanden. Affären slutfördes den 30 april 2025 och det totala antalet anställda uppgår till närmare 160 000.

## Schenkers verksamhet i Sverige
Schenker AB omsätter 13,6 miljarder kronor (2021) och har 2 042 anställda (2021). Dotterbolaget Schenker Åkeri omsätter 1 miljard kronor (2021) och har 983 anställda (2021). DB Schenkers svenska huvudkontor är placerat i Göteborg. De 300 samverkande åkerierna har 6 000 anställda.

## Historik

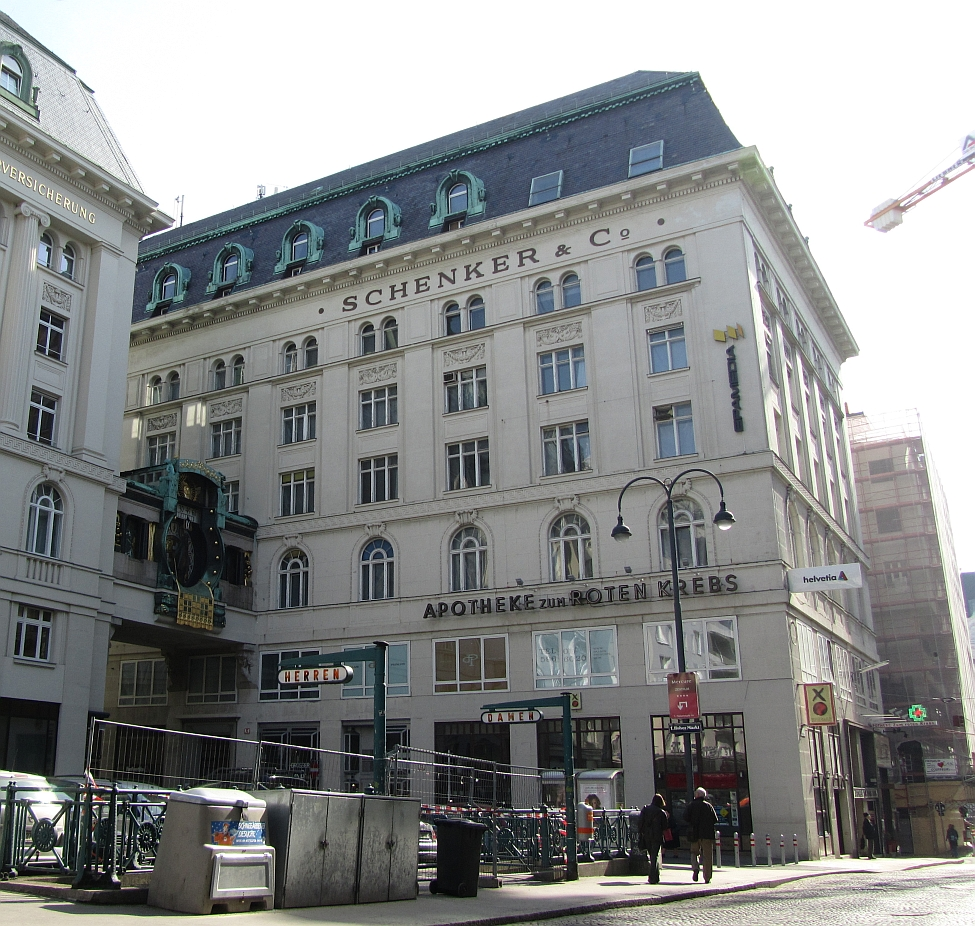
Schenkers kontor vid Hoher Markt 12 i Wien.

Gottfried Schenker grundade 1872 speditionsagenturen Schenker & Co. tillsammans med Moritz Karpeles och Moritz Hirsch. Grundkapitalet var 50 000 österrikiska gulden, av vilka Schenker satsade 10 000 gulden och de båda partnerna Karpeles och Hirsch 20 000 gulden var. Kontoret etablerades i Wiens första distrikt och kom att flyttas flera gånger innan det till slut förlades till Hoher Markt 12 i början av 1914, där det fortfarande ligger. Karpeles och Hirsch hade en speditionsagentur sedan åtta år, när de ingick partnerskap med Schenker. Karpeles & Hirsch kvarstod inledningsvis och bedrev främst lokal speditionsverksamhet i Wien och inrikes handel, medan Schenker & Co. bedrev internationell verksamhet. Först under 1890-talet gick de båda bolagen samman, främst till följd av att Hirsch lämnade företaget 1895.

### Införandet av styckegodssändningar
De flesta speditionsföretagen på 1870-talet ägnade sig åt inrikestransporter, medan Schenker & Co. fann sin nisch med internationell godstrafik. Gottfried Schenker var den som utvecklade internationella styckegodssändningar, där mindre sändningar hämtades in och transporterades i en transportenhet, och organiserade 1873 den första konsoliderade frakten från Paris till Wien. Innehållet var bland annat champagne, konjak, vintunnor från Bordeaux och modeartiklar. Styckegodsverksamheten växte de kommande åren och säljargumenten var "snabbt", "säkert" och "billigt". Genom samtransporterna kunde speditionsagenterna få lägre frakttariffer, kunderna lägre priser och järnvägsbolagens administration minskade. Styckegodssändningar krävde dock ett omfattande nätverk av kontor och terminaler, vilket Schenker & Co. etablerade tidigt.

### Den första expansionen
Schenker inledde tidigt nära samarbete med nationella järnvägsbolag i Bayern och Schweiz och genom samarbete med ett franskt järnvägsbolag (French Eastern Railroad) lades grunden för transporter mellan Storbritannien och Österrike.
Kontrakt etablerades i samband med Världsutställningen i Wien 1873 och trots depressionen efter börskraschen 1873, expanderade verksamheten snabbt med etableringar av kontor i såväl Österrike som utomlands från och med 1874. Expansionen var snabb och kärnverksamheten var styckegodssändningar, sjötransporter och inrikes sjötransporter. Efter Världsutställningen i Wien kom företaget att få kontrakt vid världsutställningarna i Antwerpen 1885 och 1894, Barcelona 1888, Paris 1889, Chicago 1893, Bryssel 1896 och 1910, Paris 1900 och Saint Louis 1904.
Expansionstakten började öka i mitten av 1880-talet till följd av den ekonomiska uppgången och före första världskrigets utbrott hade Schenker representation i princip i alla länder i Europa.
Moritz Hirsch föreslog år 1874 att ett representationskontor skulle etableras i Ungerns huvudstad Budapest, vilket Gottfried Schenker godkände. Det kom att bli det första av de 33 kontor, i 13 olika länder, som etablerades under Gottfried Schenkers levnad. Nästa etablering skedde i Prag och Trieste 1879.
År 1905 uppgick antalet anställda till 1 000 personer, varav 423 vid huvudkontoret i Wien. De största kontoren år 1913 var Budapest (80 anställda), Děčín (59) och Prag (54). Utanför Österrike-Ungern var de största kontoren i Hamburg (52), samt London och München, med 40 anställda var.
Samarbetsavtal upprättades med andra speditionsföretag och andra företag köptes upp, men fortsatte att verka under sina egna namn, en taktik för att undvika anklagelser från konkurrenter att uppträda som en monopolist.

### Sjöfartsverksamhet
Är 1879 annonserade den Ungerska regeringen att den tänkte etablera ett rederi och Schenker & Co. blev delägare i det. Avtalet skrevs för en period om fem år och företaget kallades "Anglo-Austrian-Hungarian Steamship Company, Glasgow-Vienna-Fiume". Den 1 september 1879 byttes namnet till "Adria Steamship Company", förkortat "Adria". Schenker ägde 50 procent av företaget.
År 1895 grundade Gottfried Schenker "Schiffahrts-Gesellschaft Austro-Americana" tillsammans med Burrel & Son, vilket kom att bedriva sjöfart mellan Trieste och Amerika.
Schenker var också involverat i inlandssjöfart, som kombinerade Donautrafik med järnvägstransporter.

### Resebyråverksamhet
Flera stora speditionsföretag startade i slutet av 1800-talet resebyråverksamhet, så också Schenker & Co. Det kom dock att visa sig att företagets specialisering och koncentration på godstransporter inte var förenlig med att bedriva verksamhet inom resebyråbranschen och alla resebyråerna avvecklades i samband med att den habsburgska monarkin kollapsade.

### Konkurrenskrig med ITGAG
I december 1904 gick Allgemeine Oesterreichische Transport-Gesellschaft och E. Kohn & Mittler samman och bildade ITGAG (Internationale Transport-Gesellschaft AG), vilket kom att bli en huvudsaklig konkurrent till Schenker & Co. ITGAG inledde en kraftig expansion, och föreslog även ett samgående med Schenker & Co. år 1904.
Konkurrensen med ITGAG tvingade Schenker & Co. att anpassa priserna och ledde nästan företaget till ruinens brant. Verkställande direktören vid Schenkers kontor i Prag nekades att bli delägare, vilket ledde till att han lämnade företaget och gick över ITGAG och kom de kommande åren att ta med sig flera Schenkeranställda, samt gjorde flera försök att komma över företagshemligheter.
Priskriget, som medförde stora förluster för båda företagen, ledde år 1907 till en uppgörelse mellan dem, vilken drevs fram av ITGAG:s bank. Schenker & Co. kom därigenom att ta över ITGAG. Det skulle dock ta många år innan fraktpriserna återkom till tidigare nivåer.

### Första världskriget
När Österrike-Ungern förklarade krig mot Serbien den 30 juli 1914, skrev Emil Karpeles, verkställande direktör för Schenker & Co., till krigsministern och lovade att företaget skulle utföra alla transporter för krigsministeriet fraktfritt. Han, liksom alla andra, var vid den tidpunkten omedveten om vad krigsförklaringen skulle leda till. Han erhöll den 15 augusti, då första världskriget brutit ut, ett vänligt, men reserverat, svar.
Karpeles höll sitt löfte under hela kriget och företaget inrättade ett kontor i krigsministeriet. De debiterade för utlägg och utfört arbete, men inte för kommission och vinst. Förfarandet kom att medföra fördelar, och företaget fick närmast en monopolställning inom flera områden av krigsekonomin; en dominans som kom att kritiseras av flera konkurrenter.
Krigsekonomin medförde att inrikestransporterna flyttades från privat till offentlig sektor. För utrikesverksamheten medförde kriget att verksamheten minskade dramatiskt. Den rörlighet av gods och människor, som inletts under slutet av 1800-talet, avbröts genom krigsutbrottet 1914. I mars 1915, sedan Tyskland inlett sitt ubåtskrig, införde ententen en totalblockad mot centralmakterna. Detta ledde till att Schenkers verksamhet i andra länder förlorade förbindelsen med huvudkontoret.
Företagets utrikestrafik under kriget kom huvudsakligen att ske till sydöstra Europa och Turkiet. Såväl tyska som österrikiska regeringarna använde sig av företagets tjänster, men efter centralmakternas seger över Serbien och ockupationen av Rumänien, kunde transporterna gå direkt från Berlin, och inte via Wien, vilket medförde minskade transporter för Schenker.

### Mellankrigstiden
Freden efter första världskriget medförde att gränserna i Europa förändrades, vilket fick konsekvenser för speditionsföretag som Schenker & Co. Territorier, som tidigare legat inom Österrike-Ungern, låg nu i andra länder, och Wien var inte längre centrum i ett stort imperium.
Företaget kom därför att omorganiseras, dels för att återuppta verksamheten i området tillhörande den tidigare dubbelmonarkin, men också för att utöka verksamheten i Tyskland, som trots det militära nederlaget skulle bli en ledande ekonomi i Centraleuropa. Den 1 januari 1920 skedde omorganisationen, i vilken två trafikområden – Syd-Öst och Nord-Väst – inrättades.
Före första världskriget hade Tyskland inte varit någon större marknad för företaget och de flesta kontoren fanns i södra delen av landet. År 1916 etablerades ett kontor i Berlin och även i Regensburg, Köln, Chemnitz och Dresden etablerades kontor under krigsåren. År 1919 grundades Schenker & Co. Berlin som eget bolag, vilket tog över alla kontor i Tyskland, samt ansvarade för trafiken i Nederländerna, Polen, Ryssland, Skandinavien och Amerika. Chef för bolaget var Marcell Holzer. En expansion av verksamheten inleddes under 1920-talet, där antalet anställda ökade från 297 år 1919 till 2 300 år 1922. Holzers idé var att expandera verksamheten för att locka affärer, medan Gottfried Schenker byggde upp organisationen allteftersom volymerna ökade. Emil Karpeles oroades över denna utveckling.
Holzer organiserade det tyska bolaget helt autonomt från moderbolaget i Wien och lade ner mycket arbete på att göra det till ett aktiebolag, vilket Karpeles motsatte sig. Trots detta bildades Zentraldirektion Aktiengesellschaft Schenker & Co. i april 1921.
I Wien skedde ett antal förvärv av oberoende speditionsföretag, men Holzers förvärvstakt i Tyskland slog alla rekord. Berlins hamn gick med förlust och stadens myndigheter var bekymrade över dess framtid och fann att enda sättet att lösa situationen var att privatisera den. Det resulterade i att Berliner Hafen- und Lagerhaus-Aktiengesellschaft (BEHALA) bildades den 1 mars 1923, i vilket Schenker & Co. ägde 50 %, staden Berlin 25 % och byggnadsfirman Carl J. Busch & Co. 25 %. Ansvaret för ledningen av företaget lades på Schenker. Förlusterna reducerades och affären kom att bli en av de mer ekonomiskt lönsamma för Schenker Berlin.
Under inflationsåren hade Skandinavien varit ett bra ställe för att tjäna pengar på växelkurser, men när valutorna stabiliserades, bröt verksamheten ihop. Stockholm var strategiskt ur trafiksynpunkt, men verksamheten utvecklades så dåligt att den svenska verksamheten lades ner 1926/1927. I Finland gick verksamheten dock bättre.
Schenker & Co. hade före kriget huvudsakligen varit en österrikisk speditionsfirma. Efter Marcell Holzers inträde skedde en kraftig expansion, som gjorde att företaget blev den största speditören i Tyskland, men också hade representation i nästan alla europeiska länder. Företaget hade som mest 4 000 anställda i 27 länder. Styckegodstrafiken hade varit kärnverksamheten, men 1926 tecknades ett avtal med Österrikes postverk, genom vilket man inledde paketdistribution. I slutet av 1920-talet hade posten utvidgat denna tjänst till 25 andra länder. Schenker Berlin inledde samtidigt ett samarbete med tyska järnvägen Deutsche Reichsbahn för att konkurrera med den tyska posten om paketverksamheten.
Fram till första världskriget hade Schenker & Co. kunnat finansiera verksamheten med egna tillgångar. Holzers kraftiga expansion gjorde att detta inte längre var möjligt och istället måste finansiering ske genom banklån, vilket oroade moderbolaget i Wien. Den kraftiga inflationen gjorde den ekonomiska situationen svår och Emil Karpeles-Schenker krävde att det tyska nätverket skulle reduceras från och med år 1922. Resultatet blev att av de 118 nya tyska kontor som etablerats mellan 1920 och 1923, lades 72 av dem ner fram till 1930 och av de 43 nya företag som grundades 1923, överlevde enbart sju fram till 1930. Även verksamheten i Österrike gick dåligt till följd av den dåliga ekonomiska tillväxten i landet.
Den finansiella krisen löstes genom ett lån på 15 miljoner mark från Deutsche Verkers-Kredit-Bank AG, vilket Holzer ordnade genom kontakter med Deutsche Reichsbahn år 1925. Lånet löste den ekonomiska krisen, men innebar också att oberoendet som familjeföretag hade givits upp. Lånet innebar en börda på verksamheten när depressionen kom. Företaget kunde inte betala tillbaka lånet och år 1931 tog Deutsche Reichsbahn över företaget och Holzer utnämndes till koncernchef.
Det företag Deutsche Reichsbahn hade köpt bestod av 70 europeiska bolag och 200 representationer i 19 europeiska länder.
Marcell Holzer hade inte räknat med nazisternas övertagande av regeringen, och han drabbades direkt av det. Dels var han jude, dels blev han även nazisternas måltavla till följd av företagets övertagande av Berlins hamn år 1923, för vilket han anklagades för oegentligheter – anklagelser som avvisats redan under 1920-talet. Han tillbringade ett halvår i koncentrationsläger och tvingades den 16 december 1933 lämna sin position i Schenker. År 1935 emigrerade han till USA, varifrån han lyckades vidta rättsliga åtgärder för att få kompensation för att hans kontrakt brutits. I USA grundade han speditionsföretaget American Union Transport Inc.

### Andra världskriget
Schenker var det största tyska transportföretaget och ägt av tyska järnvägen och under andra världskriget kom den största delen av dess kapacitet att stå till krigsekonomins förfogande. Transporter nödvändiga för kriget prioriterades enligt de regleringar som infördes. Även prisregleringar infördes, vilket begränsade möjligheterna att debitera extrakostnader.
Verksamheten utomlands expanderade parallellt med att Tyska riket expanderade, framför allt i Östeuropa, med nya kontor i Tallinn, Riga, Liepāja och Ventspils, men även i neutrala stater som Schweiz skedde en expansion. Verksamheten i Frankrike växte kraftigt under åren 1940-1944, sedan det belagts med kvarstad av den franska regeringen vid krigsutbrottet och sedan stängts på begäran av det franska utrikesdepartementet, men öppnats omedelbart efter stilleståndet 1940.
Inledningsvis hade krigsekonomin en positiv påverkan på resultatet, men allteftersom kriget drog ut på tiden hade den en negativ inverkan. Trafiken till länder som inte stod under tysk kontroll bröt samman, eller minskade kraftigt. Efter den tyska inmarschen i Polen 1939 svartlistades hela företaget av de allierade och kontoren konfiskerades, belades med kvarstad eller togs över och leddes av tidigare lokalt anställda. Sjötransporterna omöjliggjordes och kontoret i New York lades ner 1940 till följd av det.
Vid mitten av år 1944 försämrades situation kraftigt på grund av krigshändelserna. Den internationella trafiken upphörde, trafiken blockerades i Tyskland, brist på bränsle uppstod och fordon konfiskerades. Delar av huvudkontoret hade tidigare flyttats från Berlin till Tetschen av säkerhetsskäl.

### Efter kriget
Merparten av företagets affärer avbröts i slutet av kriget och de regionala kontoren hade förlorat förbindelsen med huvudkontoret i Berlin och utomlands hade tillgångarna konfiskerats. Samtidigt hade infrastrukturen i Tyskland förstörts med förstörda hamnar, kollapsade broar, skadade järnvägsstationer, järnvägar och signalsystem, samt brist på kol för tågen. Vägtransporterna drabbades mindre och var mer flexibla; under de första månaderna efter krigsslutet användes hästtransporter till följd av bränslebrist.
Återuppbyggnad av förstörda lokaler och anskaffande av fordon fick högsta prioritet och avtal tecknades med tyska järnvägsadministrationen om att få tillgång till terminaler och spår. 
Den tyska inrikesmarknaden förändrades kraftigt efter 1945. Det gick inte att återuppbygga de linjer som funnits före kriget, då Tyskland delats upp i ockupationszoner av de allierade och järnridån förhindrade de tidigare förbindelserna mellan centrala, östra och sydöstra Europa. Transporterna kom därför att skifta från väst–öst till nord–syd.
Under 1960-talet skedde en kraftig tillväxt i den tyska transportekonomin, vilket även kom Schenker till del. Under 1970-talet slog oljekrisen till, vilket gjorde att kostnaderna ökade snabbare än intäkterna och resultatet halverades, vilket medförde kraftiga rationaliseringar. I början av 1980-talet skedde en ekonomisk tillbakagång i världsekonomin, vilken påverkade den tyska transportsektorn och Schenker. Konkurrensen ökade och priserna sjönk, men Schenkers omsättning ökade under 1980-talet. Samtidigt liberaliserades transportmarknaden inom EEC, som en förberedelse för den gränslösa marknaden.

### Expansion utomlands
Fram till första världskriget bedrevs Schenkers verksamhet framför allt inom den österrikisk-ungerska monarkin och östra och sydöstra Europa – områden med vilka monarkin hade nära relationer. Efter dubbelmonarkins sammanbrott i samband med krigsslutet togs ett strategiskt beslut att fokusera verksamheten till Tyskland, vilket ytterligare stärktes genom Deutsche Reichsbahns övertagande år 1931. Fram till 1945 följde företagets expansion det tyska rikets, men genom krigsslutet förlorades all internationell verksamhet. Återuppbyggnaden utomlands följde den tyska ekonomin och dess export och det var enbart ett fåtal kontor, till exempel i Österrike, Sverige och Hongkong som utvecklade sin egen verksamhet.
Verksamheten i Europa återupptogs efter andra världskriget i Storbritannien och Irland genom Schenker's Ltd år 1949, i Sverige 1953, Belgien 1954, Grekland 1955, Danmark 1961, Spanien 1962, och Italien 1963. I Schweiz skedde inledningsvis samarbeten med olika företag, men följdes senare av flera förvärv. I Norge grundades 1975 ett Schenkerbolag för att skydda företagsnamnet, vilket förblev inaktivt. Samarbete inleddes med Spedinvest A/S, vilket togs över av Schenker 1989.
Kontoret i New York återöppnades redan i februari 1947, men verksamheten inleddes med fem anställda först 1953. I Kanada var företaget inledningsvis representerat genom agenter, men i slutet av 1957 förvärvades en av dessa. Den första etableringen i Sydamerika skedde i Argentina 1959 och först 1973 skedde etablering i Brasilien, då genom ett samarbete med lokala partners. År 1962 grundades ett Schenkerbolag i Australien och representation etablerades 1976 i Nya Zeeland.
I början av 1960-talet inleddes flygspedition i Afrika och 1962 grundades ett bolag i Sydafrika. Den asiatiska verksamheten inleddes 1966 genom Schenker ASG Group, ett samriskföretag mellan Schenker och svenska ASG. Båda bolagen ägdes av respektive nationellt järnvägsbolag, vilket underlättade samarbetet. Representation fanns då i Hongkong, Thailand, Taiwan, Korea och Filippinerna. Detta samriskföretag upplöstes i slutet av 1970-talet.
I Mellanöstern skedde etablering genom förvärv av 49 % av det libanesiska transportföretaget LET (Levant Express Transport) 1956 och 100 % år 1961. LET bedrev verksamhet i flera länder i området.

### Privatisering
I mars 1985 beslöt den tyska förbundsregeringen att privatisera Schenker, mer av politiska än ekonomiska skäl och som en del av den internationella politiska trenden att privatisera. Den 4 augusti 1989 köpte Stinnes AG 22,5 procent av aktierna i Schenker & Co. GmbH och affären slutfördes i september samma år. Aktiekapitalet ökades från 100 miljoner DM till 230 miljoner DM för att ge företaget en starkare grund för den framtida verksamheten. År 1991 ökade Stinnes ägarandel till 80 procent och tyska järnvägen (Deutsche Bundesbahn) blev minoritetsägare. Därmed var en era, som varat sedan 1931, över. Schenker var nu en del av Stinnes, som hade en omsättning på 16 miljarder DM med 22 000 anställda och 14 affärsområden.
År 1990 grundades Schenker International GmbH som ett samriskföretag mellan Schenker & Co. GmbH och Stinnes AG, med huvudkontor i Frankfurt am Main. De områden som bedrev sjö- och flygverksamhet inom Rhenus AG, ett dotterbolag till Stinnes, konsoliderades i bolaget. År 1991 köpte Rhenus AG 47,06 procent av Schenker & Co. AG och bolaget namnändrades till Schenker-Rhenus AG. Stinnes ägdes av VEBA. Verksamheten delades in i Schenker International (sjö- och flygtransport) och Schenker Eurocargo (europeiska landtransporter). År 1997 bröts bulktransportverksamheten ut och verksamheten delades upp i Schenker Logistics, Schenker International och Schenker Eurocargo. Samtidigt förvärvades delar av svenska BTL-koncernen, vilken togs över helt år 1999. De europeiska landtransportföretagen arbetade under namnet "Schenker-BTL" från och med år 1998 och från 2001 under namnet "Schenker".
Stinnes gjorde stora investeringar i Schenker, Rhenus och förvärvet av BTL, vilket förändrade företagskulturen och ökade lönsamheten i koncernen. Stinnes ägare VEBA, som varit ett holdigbolag för statsägda industriföretag, privatiserades och börsnoterades. Från 1990-talet kom VEBA att koncentrera på sin kärnverksamhet och slogs den 27 september 1999 ihop med VIAG och blev därigenom Eon. Stinnes, och därigenom Schenker, såldes till Deutsche Bahn, som tio år tidigare sålt Schenker.
Redan år 2000 hade Schenker och DB Cargo AG bildat ett samriskföretag, "Railog", för järnvägslogistik. Vid övertagandet av Stinnes år 2002 blev företaget huvudbolag för all transport och logistikverksamhet inom Deutsche Bahn. Förvärvet av Stinnes kostade Deutsche Bahn 2,5 miljarder euro, men kemikalieverksamheten Brenntag såldes vidare för 1,2 miljarder euro. Kostnaden för förvärvet av Schenker uppgick därmed till 1,3 miljarder euro. Antalet anställda var 39 000.
Den 1 januari 2006 förvärvades det amerikanska bolaget BAX Global från Brink's Company. Efter integrationen med BAX uppgick antalet anställda i Schenker till 55 000 i 150 länder.
År 2008 beslöt den tyska regeringen att delvis privatisera Deutsche Bahn genom att sälja upp till 24,9 procent av det nybildade bolaget DB Mobility Logistics AG, men till följd av den globala finanskrisen skedde inte någon utförsäljning. Dock ändrades varumärket från "Schenker DB Logistics" till "DB Schenker", som ett led i Deutsche Bahns varumärkesstrategi.

### Schenker i Sverige
Schenkers första bolag i Sverige grundades år 1921 med 100 000 kronor i aktiekapital, men likviderades 1928. År 1942 grundades Schenker & Co. AB Internationella Transporter för att hantera viktiga krigstida transporter med Sverige och företaget hade fem anställda. Kontakten mellan bolaget och Tyskland avbröts 1944 och under vintern 1944/1945 ställdes all färjetrafik mellan Sverige och Tyskland in. Den 29 juni 1945 belades företaget med kvarstad efter beslut av Flyktkapitalbyrån.
Den 28 september 1953 grundades Skandinaviska Schenker Transport AB sedan förhandlingar med ägarna av det tidigare bolaget misslyckats. Det kom därför att finnas två företag med namnet Schenker i Sverige. Det nya bolaget hade kontor i Stockholm, Göteborg, Halmstad och Jönköping. Rättigheterna till det gamla företagsnamnet köptes loss den 1 januari 1958 och det blev ett gemensamt bolag den 7 juli 1960.
Schenker hade under 1960- och 1970-talen ingen egen transporttrafik i Sverige, utan fokus var på export och import, med chartrade fordon. Tre nya färjor för containertrafik på Nordsjön köptes 1965 för trafik till och från England. I slutet av 1970-talet gick företaget in för att hantera transporterna i egen regi och bli oberoende av svenska inrikestransportörer. År 1990 hade Schenker Sverige 400 anställda, 13 kontor och en omsättning på 925 miljoner kronor.
Inrikesverksamheten i Sverige har sin grund i Bilspedition. Åren 1997 och 1999 förvärvade Stinnes aktierna i BTL (Bilspedition Transport & Logistics) och aktien avnoterades från börsen. Företaget bytte vid förvärvet namn till Schenker-BTL.

### Försäljning till DSV 2024
I december 2022 meddelade DB Schenkers ägare Deutsche Bahn att de skulle undersöka förutsättningarna för och förbereda en försäljning av upp till 100 % av DB Schenker. Vinsten från försäljningen skulle användas till att reducera Deutsche Bahn-koncernens skuld. Försäljningen av DB Schenker var i linje med koncernens strategi, fokus på kärnverksamheten och expansion av det tyska järnvägsnätet. Vidare underströk Deutsche Bahn att en försäljning enbart skulle ske under förutsättning att den var finansiellt fördelaktig för DB-koncernen, jämfört med att behålla DB Schenker i koncernen.
I december 2023 inledde Deutsche Bahn försäljningen av DB Schenker, med villkoret att försäljningen skulle vara ekonomiskt fördelaktig för dem. DB Schenker hade bidragit positivt till DB-koncernen, men bedömdes behöva ytterligare kapital och flexibilitet för att kunna växa. Utöver försäljningen av DB Schenker hade DB-koncernen sålt flera andra av sina affärsenheter.
I maj 2024 uppgav Reuters att Deutsche Bahn hade valt ut fyra potentiella köpare för att lämna bud: Maersk, DSV, Bahri (Saudiarabiens statliga rederi) och CVC i konsortium med ADIA och GIC (Singapores statliga investeringsfond). Den 23 augusti 2024 lämnade DSV och CVC-konsortiet sina slutliga bud. I CVC:s bud ingick även en option på att tyska regeringen skulle kunna återinvestera i en minoritetspost. Maersk och Bahri meddelade i juli att de avstod från att lämna bud.
Den 13 september 2024 undertecknades ett avtal om försäljning av DB Schenker mellan Deutsche Bahn och DSV. Försäljningen uppgick till ett företagsvärde på 14,3 miljarder EUR och affären beräknades slutföras under år 2025, efter nödvändiga godkännanden. Transaktionen var den största i Deutsche Bahns historia och skulle reducera koncernens skuld på 30 miljarder euro.
Den 15 april 2025 meddelade DSV att alla villkor för att slutföra förvärvet av Schenker från Deutsche Bahn uppfyllts, inklusive godkännande av EU-kommissionen och att väntetiden i USA löpt ut. Transaktionen beräknades därmed kunna slutföras den 30 april 2025.
Affären slutfördes den 30 april 2025, varvid DSV förvärvade 100 % av Schenker och dess dotterbolag. Det totala antalet anställda uppgår till närmare 160 000 personer. De årliga synergieffekterna beräknades uppgå till 9,0 miljarder DKK vid slutet av 2028. De totala integrationskostnaderna förväntades uppgå till 11,0 miljarder DKK.

## Särskilda uppgifter
- Schenker var officiell partner för de Olympiska sommarspelen 1972 i München, 2000 i Sydney och 2002 i Salt Lake City.

- Schenker följer med och stödjer utställningarna av United Buddy Bears i hela världen. Genomförandet av utställningen i Pyongyang (Nordkorea) 2009 innebar en särskild utmaning[87].